# PGC 22524
LEDA/PGC 22524 ist eine Spiralgalaxie vom Hubble-Typ Sc im Sternbild Giraffe am Nordsternhimmel. Sie ist schätzungsweise 75 Millionen Lichtjahre von der Milchstraße entfernt und hat einen Durchmesser von etwa 20.000 Lichtjahren. Gemeinsam mit NGC 2460, IC 2209, PGC 22508 und PGC 22561 bildet sie die kleine NGC 2460-Gruppe.